# Cogumelo Records
La Cogumelo Records è un'etichetta discografica indipendente brasiliana specializzata in gruppi heavy metal. Questa nacque come negozio di dischi a Belo Horizonte nel 1980 e nel 1985 diventò un'etichetta discografica. Lo stesso anno l'etichetta pubblicò uno split album tra gli Overdose e i Sepultura. Nel 1986 pubblicarono il primo album dei Sepultura, Morbid Visions.

## Gruppi prodotti
- Absolute Disgrace
- Akerbeltz
- Attomica
- Calvary Death
- Chakal
- Drowned
- Hammurabi
- Headhunter DC
- Holocausto
- Impurity
- Kamikaze
- Lethal Curse
- Lustful
- Mutilator
- Overdose
- Pathologic Noise
- Pato Fu
- Perpetual Dusk
- Sarcófago
- Scourge
- Sepultura
- Sextrash
- Siecrist
- Siegrid Ingrid
- Sociedade Armada
- Thespian
- Vulcano
- Witchhammer